# Faltonia Proba
Faltonia Betitia Proba (Falconia Proba; 306 vagy 315 körül – 353 vagy 366 körül) latin nyelven író római ókeresztény költő. Befolyásos arisztokrata családból származott. Egyetlen ismert munkájában, a Cento vergilianus de laudibus Christiben megénekelte a teremtés történetét egészen az özönvízig; a műben Vergilius verseit rendezte újra, hogy egy Krisztus életéről szóló eposz jöjjön létre.

## Élete
Proba a 4. században befolyásos Petronii Probi családba született. Már nagyapja, Pompeius Probus is consul volt, 310-ben. Apja, Petronius Probianus 322-ben római consul volt, anyját valószínűleg Demetriának hívták. Fiútestvére, Petronius Probinus 341-ben lett consul. Proba férje Clodius Celsinus Adelphus lett, aki 351-ben Rómában praefectus urbi pozíciót töltött be; a Probus család így kapcsolatba került a nagy hatalmú Anicius családdal. Celsinusnak és Probának legalább két fia született: Quintus Clodius Hermogenianus Olybrius és Faltonius Probus Alypius, akik magas rangot töltöttek be a császári hadseregben. Unokája Anicia Faltonia Proba, Olybrius és Tirrania Anicia Juliana lánya.
Proba családja pogány volt, de ő felnőttként áttért a kereszténységre. Hatására férje és fiai is áttértek. Proba hamarabb hunyt el, mint a férje. Valószínűleg közös sírba temették őket, a római Basilica di Sant'Anastasia al Palatino bazilikába. A 16. században még olvasható volt itt sírfeliratuk, később a Villa Borghesébe került, majd nyoma veszett. Proba kötődése ehhez a templomhoz talán onnan eredhet, hogy a templom névadója, Szent Anasztázia talán az Anicius családból származott; Probát és Celsinust azért érhette a megtiszteltetés, hogy ebben a templomban temessék el őket, mert családjuk különös tiszteletben tartotta a szent emlékét.
Proba és férje tulajdona volt a Rómában a Pincio-dombon lévő Horti Aciliorum kert.

## Művei
A Probának tulajdonított két versből csak egy maradt fenn. Bár a legtöbb tudós egyetért abban, hogy a Probaként említett költő Faltonia Betitiával azonos, felmerült olyan elmélet is, hogy Anicia Faltonia Proba volt a szerző.
Az első, mára elveszett verse a Codex Mutinensisben szereplő Constantini bellum adversus Magnentium, amely a II. Constantius római császár és a trónbitorló Magnentius közti háborúról szól. Proba férje 351-ben lett Róma praefectusa, abban az évben, amikor Itália Magnentius uralma alól Konstantinhoz került, a Mursa Major-i csata után. A vers csak onnan ismert, hogy második versében említi; ebben Proba megtagadja első, pogány versét, és lehetséges, hogy az ő akaratának megfelelően pusztították el példányait.
Miután 362 körül áttért a kereszténységre, megírta második versét, a Cento Vergilianus de laudibus Christit.
A mű egy vergiliusi cento, azaz Vergilius műveinek soraiból összerakott mű, a kisebb módosítások abból állnak, hogy bibliai nevek kerültek bele. Proba elég jól ismerte Vergilius verseit, legtöbbjüket kívülről tudta. A bibliai történetek könnyen olvasható verses formába öntéséhez a Bucolica a Georgica és az Aeneis sorait használta fel, és ügyesen, a metrika szabályainak betartásával állította össze belőlük a bibliai történetet. A mű a világ teremtésétől a Szentlélek eljöveteléig dolgozza fel a Biblia eseményeit, 694, Vergiliustól származó verssor felhasználásával. A görögül és latinul egyformán jól tudó Proba egy hasonló homéroszi cantót is írt, ez nem maradt fenn.
A De laudibus Christi első 55 sora proemium invokációval. Ezután jönnek az Ószövetségből (56.–345. sor), majd az Újszövetségből (346.–688.) származó történetek, majd a befejezés.
Szent Jeromos kritizálta a művet, úgy vélte, szerzője úgy akarja tanítani a Szentírást, hogy ő maga sem érti, és „kereszténynek állítja be a hitetlen Vergiliust”. Lehetséges azonban, hogy nem Probára, hanem Idősebb Szent Melániára utalt. Sevillai Szent Izidor azonban dicsérte a művet.
A művet I. Geláz pápa apokrifnak nyilvánította, ami azt jelentette, hogy nem eretnek, de nem volt szabad nyilvánosan olvasni. Ennek ellenére sikernek örvendett: Arcadius (395–408) és II. Theodosius (408–450) császárok megrendelték példányait, a középkorban pedig oktatási célra is használták, ennek hatására került be Proba a De mulieribus clarisba, melyben Giovanni Boccaccio a legbefolyásosabb nők listáját állította össze. A De laudibus Christi első ma ismert nyomtatott példánya 1472-ben jelent meg, ezzel valószínűleg ez az első nyomtatott mű, melyet nő írt.

## Külső hivatkozások
- Faltonia Proba: Centonis ... excerptum e Maronis carminibus ... opusculum (MEK)
- Proba
- Matthaeus Sylvagius, Liber de Tribus Peregrinis / Colloquia trium Peregrinorum  (Venice, 1542)
- Faltonia Proba. In  Catholic Encyclopedia. New York: Robert Appleton Company. 1913.